# Athena (lutadora)
Adrienne Reese (Garland, 31 de agosto de 1988) é uma lutadora americana de luta livre profissional que atualmente trabalha para a AEW sob o nome de ringue Athena. É a atual detentora do Campeonato Mundial Feminino da ROH.
Lutou anteriormente no circuito independente sob o nome de ringue Athena, competindo regularmente em promoções como Shimmer Women Athletes, Women Superstars Uncensored, Inspire Pro Wrestling e Anarchy Championship Wrestling, na qual ela foi três vezes ACW American Joshi Champion.
Antes de sua estreia no plantel principal, Athena competiu no território de desenvolvimento da WWE, o NXT, onde ela foi uma vez campeã feminina do NXT.

## Carreira na luta profissional

### Início de carreira e Anarchy Championship Wrestling (2007–2012)
Reese foi introduzida pela primeira vez na luta profissional por seu avô, e ela começou a treinar com Skandor Akbar em abril de 2007. Ela mais tarde treinou na promoção de Booker T, Pro Wrestling Alliance (agora nomeada Reality of Wrestling) que fica em Houston, Texas, onde começou a lutar sob o nome de ringue Trouble em 2007. Sob o nome de ringue Athena, ela estreou pela Professional Championship Wrestling (PCW) em 10 de novembro de 2007, fazendo time com Mace Malone em uma derrota para Claudia e Mike Foxx. Ela começou a competir regularmente pela PCW no começo de 2008, e desafiou sem sucesso os PCW Tag Team Champions Jerome Daniels e Nobe Bryant pelo título em 17 de maio, tendo Brandon Collins como parceiro.
Athena também competiu por várias outras promoções com sua base no Texas, mais notavelmente na Anarchy Championship Wrestling (ACW), que fica em Austin, Texas. Em 21 de fevereiro de 2010, ela desafiou Rachel Summerlyn pelo ACW American Joshi Championship, mas não conseguiu a vitória. Em 29 de maio, ela derrotou Summerlyn para vencer o American Joshi Championship em uma three-way match também envolvendo Lillie Mae. Em 12 de junho, ela derrotou Malia Hosaka. No dia seguinte, Athena defendeu com sucesso seu título diante de Mae, mas depois o perdeu para Summerlyn. Em 19 de setembro, ela falhou em vencer o título de Portia Perez, e falhoou novamente em 10 de fevereiro numa four-way match que também envolveu Perez, Amanda Fox e Jen-Alise. Em junho de 2011, ela entrou no torneio para determinar a desafiante número um ao ACW American Joshi Championship; ela derrotou Angel Blue na primeira rodada, Amanda Fox nas semifinais, mas foi derrotada por Rachel Summerlyn na final. Em 18 de setembro, Athena derrotou Lady Poison para conquistar o American Joshi Championship pela segunda vez. Em 23 de outubro, ela reteve com sucesso seu título contra Barbi Hayden, Lillie Mae e Portia Perez em uma four-way match, derrotando também Mae e Jessica James para manter o título em 4 de novembro. Em 6 de novembro e 11 de dezembro, respectivamente, ela reteve com sucesso seu título em six-way matches. Em 15 de janeiro de 2012, Athena perdeu seu título para Angel Blue. Em junho, ela entrou no torneio ACW Queen of Queens de 2012, onde ela derrotou Su Yung na primeira rodada, Christina Von Eerie na semifinal e Jessicka Havok na final para vencer o torneio. Ela conquistou o ACW American Joshi Championship pela terceira vez em 18 de janeiro depois de derrotar Su Yung, mas deixou o título vago em 23 de agosto depois de sair da compania.

### Shimmer Women Athletes (2010–2015)
Athena estreou na promoção feminina de Illinois Shimmer Women Athletes no Volume 33 em 11 de setembro de 2010, fazendo time com Bonesaw em uma luta contra Jessica James e Rachel Summerlyn sendo derrotada. Nos dois dias seguintes, Athena foi derrotada por Tenille no Volume 34 e Nevaeh no Volume 36.
Ela retornou para a Shimmer em 1 de outubro de 2011 no Volume 42, onde ela derrotou Jessie McKay e Mia Yim em uma three-way match. No Volume 43, ela lutou contra Mercedes Martinez em uma luta que acabou com dupla contagem, e derrotou ela por desqualificação no Volume 44. No Volume 45, ela derrotou Martinez por pinfall, e depois derrotou Sassy Stephie no Volume 47 e Ray no Volume 48. No Volume 49 em outubro, Athena desafiou sem sucesso Saraya Knight pelo Shimmer Championship. No Volume 50, ela derrotou Tomoka Nakagawa.
No Volume 55, ela derrotou Taylor Made, e no Volume 57, ela derrotou Kimber Lee. No Volume 62, Athena derrotou Candice LeRae. No Volume 64, ela derrotou Cherry Bomb e Kay Lee Ray no Volume 65. No evento principal do Volume 68, Athena competiu em uma four-way match contra Madison Eagles, Cheerleader Melissa e Nicole Matthews pelo Shimmer Championship, a qual foi vencida por Matthews. No Volume 72, ela derrotou Mia Yim em uma two out of three falls match.

### Women Superstars Uncensored (2011–2015)
Athena estreou pela Women Superstars Uncensored (WSU) no WSU The Final Chapter em 11 de janeiro de 2011, sendo derrotada por Niya. Ela retornou para a WSU em 5 de março em seu 4º Show de Aniversário, derrotando Leva Bates. Em seu 5º Show de Aniversário realizado em 5 de março de 2012, ela mais uma vez derrotou Bates. Em abril, Athena entrou no J-Cup Tournament de 2012 e derrotou Kimber Lee na primeira rodada, mas foi derrotada por Brittney Savage na final. No WSU Y.O.L.O. em 28 de abril, ela foi derrotada por Rain. No WSU An Ultraviolent Affair em 9 de fevereiro de 2013, ela falhou em conquistar o WSU Championship de Jessicka Havok.
No torneio WSU King and Queen of the Ring de 2013 realizado em maio, Athena fez time com AR Fox; eles derrotaram Ezavel Suena e Latin Dragon na primeira rodada e Addy Starr e Matt Tremont na segunda rodada para avançar á final, onde eles derrotaram Drew Gulak e Kimber Lee. Depois de um tempo ausente devido á uma lesão, Athena retornou á WSU em 7 de fevereiro de 2014, derrotando Hania the Howling Huntress. No dia seguinte, ela derrotou LuFisto em uma luta que determinaria a desafiante número um ao WSU Championship. Em 21 de fevereiro de 2015, Athena derrotou Hania the Howling Huntress em uma Tables, Ladders, and Chairs match. Em 9 de maio de 2015, ela derrotou Niya para se tornar a desafiante número um ao WSU Spirit Championship.

### Outras promoções (2012–2015)
Athena estreou pela All American Wrestling (AAW) em 16 de março de 2012, quando ela fez time com Christina Von Eerie e MsChif para derrotar Sara Del Rey, Portia Perez e Nicole Matthews. No evento da Absolute Intense Wrestling (AIW) Girls Night Out 7, Athena derrotou Sassy Stephie. Ela lutou pela promoção canadense NCW Femmes Fatales em 3 de novembro, derrotando Cheerleader Melissa e Angie Skye para ganhar uma oportunidade pelo NCW Femmes Fatales Championship mais tarde naquela noite, onde ela foi derrotada pela então campeã Kalamity. Athena estreou Shine Wrestling no iPPV SHINE 5 em 16 de novembro, derrotando Ivelisse Vélez. Ela estreou na Ring of Honor (ROH) em fevereiro de 2013, sendo derrotada por MsChif. No evento da AIW Girls Night Out 8, ela derrotou Kimber Lee em uma luta de qualificação para o Climb the Rank, e foi derrotada em uma four-way match para Veda Scott mais tarde naquela noite. Ela retornou para a ROH em 6 de abril, onde ela derrotou Cherry Bomb, MsChif e Scarlett Bordeaux em uma four-way match. No evento da ROH In the Heart of Texas em 1 de junho, ela derrotou Barbi Hayden. No evento da ROH Reclamation Night 1 em 11 de julho, ela derrotou MsChif, mas foi derrotada pela mesma na noite seguinte no Reclamation Night 2 em uma four-way match.
No evento AIW Girls Night Out 12 em março de 2014, Athena derrotou Mia Yim. Ela então derrotou Allysin Kay em uma no count-out, no disqualification para conquistar o AIW Women's Championship. Ela reteve com sucesso o título no AIW All In em 26 de julho contra Heidi Lovelace. No AIW Battle of the Sexes do mesmo dia, ela derrotou Louis Lyndon. No Girls Night Out 14, Athena defendeu e reteve seu título contra Veda Scott, e no evento de 12 de outubro da ACW contra KC Warfield e Paige Turner. Em 24 de abril de 2015, ela reteve o título em uma four-way match que também envolveu Veda Scott, Candice LeRae, e Mickie James. No AIW Faith No More em 11 de setembro, ela perdeu seu título para Heidi Lovelace.

### WWE

#### NXT (2015–2018)

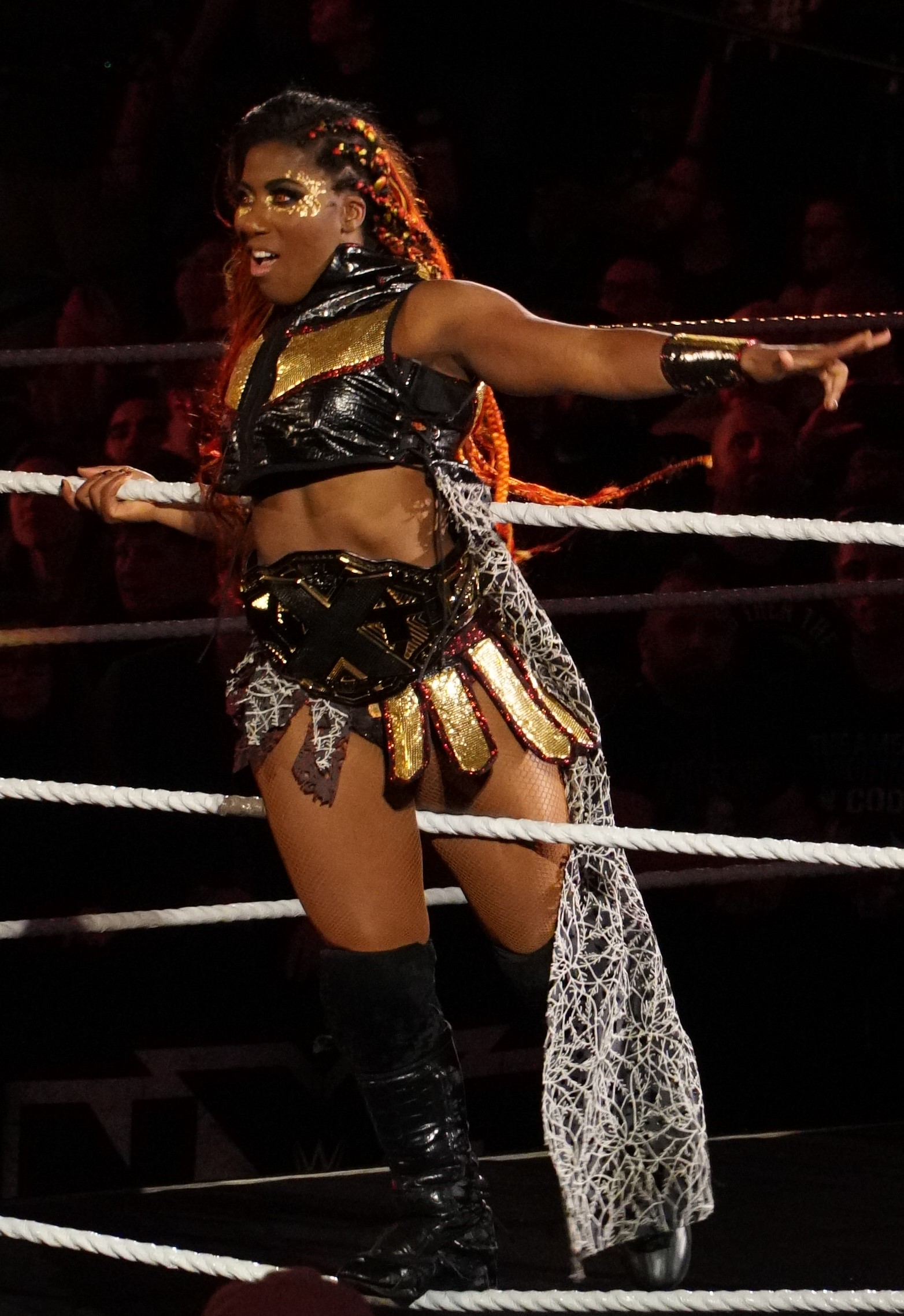
Moon como a campeã feminina do NXT em abril de 2018.

Em 11 de setembro de 2015, foi relatado que Reese havia assinado um contrato com a WWE, e seria atribuída a seu território de desenvolvimento, NXT, com base no WWE Performance Center em Orlando, Flórida. Ela fez a sua estreia em ringue no live event do NXT em 10 de outubro, em uma luta tag team. Ela lutou como Adrien Reese ou Adrienne Reese de outubro de 2015 até junho de 2016. No NXT TakeOver: The End em 8 de junho de 2016, ela derrotou Peyton Royce durante uma dark match sob seu novo nome de ringue, Ember Moon. Após uma série de vinhetas introdutórias, Moon fez a sua estreia na televisão no NXT TakeOver: Brooklyn II em 20 de agosto, onde ela derrotou Billie Kay. Após sua chegada, Moon começou uma série de vitórias tanto em lutas tag team quanto em lutas individuais durante os meses seguintes. A primeira derrota de Moon ocorreu em 1 de abril no NXT TakeOver: Orlando, onde ela foi derrotado pela campeã feminina do NXT Asuka em uma luta pelo título. Em 8 de maio de 2017, o WWE.com anunciou que Moon havia sofrido uma lesão no ombro depois de ser jogada para fora do ringue por Asuka, e não poderia competir na luta fatal four-way pelo Campeonato Feminino do NXT no NXT TakeOver: Chicago; a luta foi posteriormente mudada para uma luta triple threat entre Asuka, Nikki Cross e Ruby Riot. Ela retornou em 21 de junho no episódio do NXT, onde ela derrotou Peyton Royce. Em 19 de agosto no NXT TakeOver: Brooklyn III, Moon foi novamente derrotada por Asuka, que reteve com sucesso seu Campeonato Feminino do NXT. Em agosto, sua rival Asuka teve que deixar o Campeonato Feminino do NXT vago devido a uma lesão; Moon foi abraçá-la, depois que foi revelado que Asuka iria para o plantel principal depois de se recuperar. Em 18 de novembro de 2017, Moon conquistou o vago Campeonato Feminino do NXT em uma luta fatal 4 way, derrotando Peyton Royce, Nikki Cross e Kairi Sane. Asuka posteriormente fez uma aparição surpresa e entregou o título à Moon. Em 27 de dezembro no episódio do NXT, Moon fez sua primeira defesa do Campeonato Feminino do NXT, derrotando Sonya Deville. Depois do combate, Moon foi confrontada por Sane, que seria então atacada pela estreante Shayna Baszler. Foi então anunciado que Moon iria defender seu título contra Baszler no NXT TakeOver: Philadelphia, onde Moon reteve com sucesso seu título apesar de, na história, ter lesionado seu ombro. Na noite seguinte, ela fez sua primeira aparição no plantel principal, competindo no primeiro Royal Rumble feminino da história no 2018 Royal Rumble. Ela entrou como número 23, mas foi eliminada por Asuka. Em 7 de abril no NXT TakeOver: New Orleans, Moon perdeu o Campeonato Feminino do NXT para Baszler via submissão.

#### Raw (2018–2021)
No episódio de 9 de abril do Raw após a WrestleMania, Moon fez sua estreia oficial no plantel principal, fazendo equipe com Nia Jax para derrotar Alexa Bliss e Mickie James.
AEW (2022-Presente)
Em 7 de junho, Athena fez a sua estreia na companhia, atacando a campeã Jade Cargill em um episódio do Dynamite, começando uma grande rivalidade pelo AEW TNT Championship.

## Outras mídias
Moon fez a sua estreia em um videogame da WWE como um personagem jogável no WWE 2K18.

## Vida pessoal
Reese está em um noivado com o também lutador profissional, Matthew Palmer.

## No wrestling
- Movimentos de finalização
  - Eclipse  (WWE)[3][33] / O-Face (circuito independente) (Diving corkscrew stunner)[34][35]
  - Sitout scoop slam piledriver[36]
- Movimentos secundários
  - Arm trap crossface
  - Discus elbow smash
  - Double underhook suplex
  - Capture suplex
  - Fallaway slam
  - Handspring elbow smash, em uma oponente no córner[37][38]
  - Handspring stinger splash[14][39][40]
  - Headscissors takedown[40][41]
  - Running forearm smash, às vezes em uma oponente sentada
  - Springboard crossbody
  - Suicide dive, às vezes feito repetidamente em sucessão[39][40][41]
  - Side kick
  - Single leg dropkick
  - Spin-out sitout powerbomb
  - Tornado suplex
- Alcunhas
  - "The Wrestling Goddess"[42]
  - "The War Goddess"[35]
- Temas de entrada
  - "Take My Hand" por Simple Plan[43] (Circuito independente)
  - "Rockstar 101" por Rihanna com participação de Slash[43] (Circuito independente / Shimmer)
  - "Free the Flame" por CFO$ com participação de Lesley Roy[44] (NXT; 20 de agosto de 2016 – presente)

## Títulos e prêmios
- Absolute Intense Wrestling
  - AIW Women's Championship (2 vezes)[3]
- Anarchy Championship Wrestling

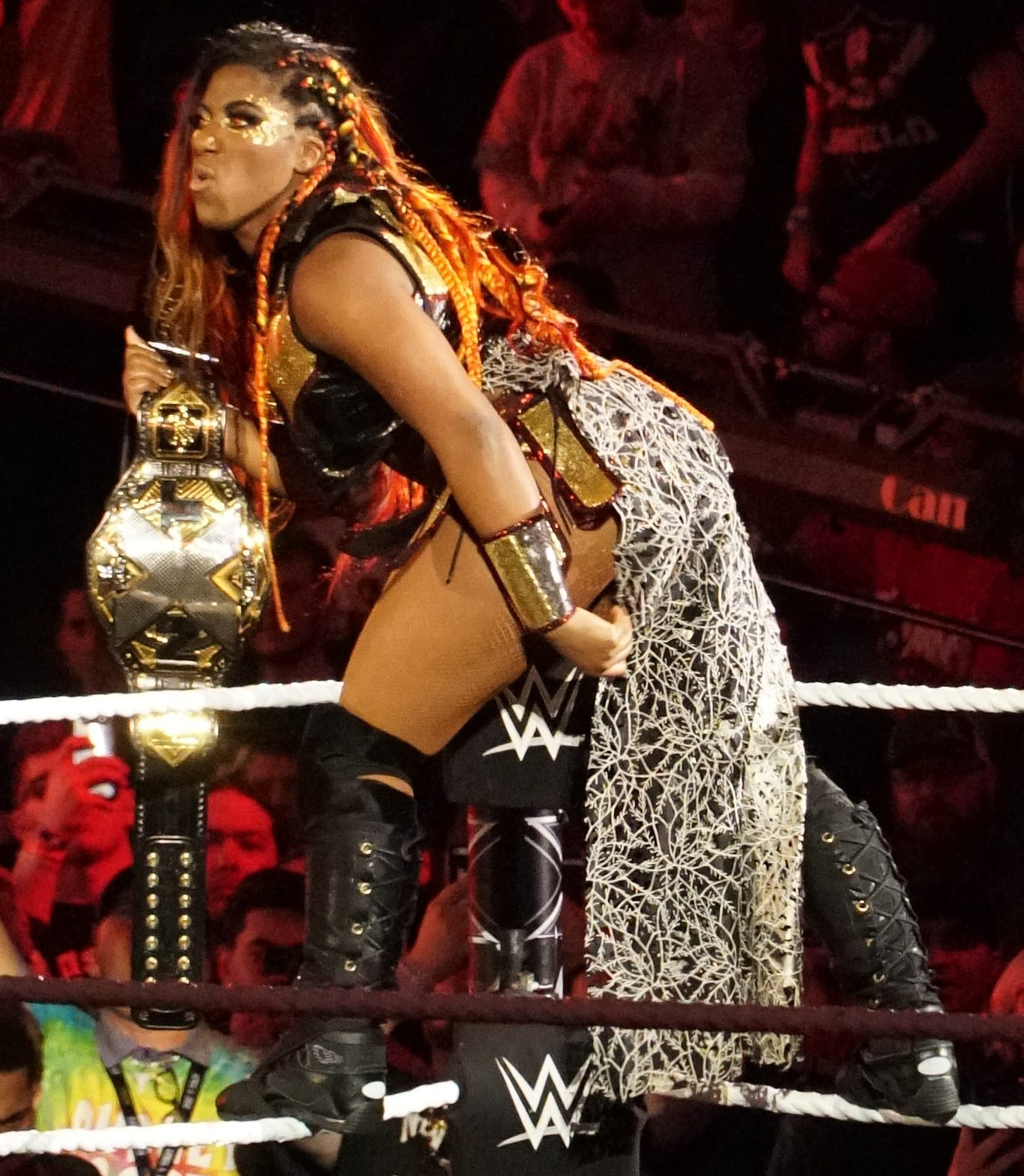
Moon foi uma vez campeã feminina do NXT.

  - ACW American Joshi Championship (3 vezes)[3]
  - ACW Televised Championship (1 vez)[45]
  - ACW Queen of Queens Tournament (2012)[3]
- Pro Wrestling Alliance
  - PWA Women's Championship (1 vez)[5]
- Pro Wrestling Illustrated
  - O PWI classificou-a como a 18ª melhor lutadora na PWI Female 50 em 2017.[46]
- Women Superstars Uncensored / Combat Zone Wrestling
  - Queen and King of the Ring (2013) – com AR Fox[47]
- WWE NXT
  - NXT Women's Championship (1 vez)[48]